# Tielmes
Tielmes község Spanyolországban, Madrid tartományban. Tielmes Perales de Tajuña, Valdilecha, Carabaña, Valdaracete és Villarejo de Salvanés községekkel határos. Lakosainak száma 2810 fő (2024).

## Népesség
A település népessége az utóbbi években az alábbiak szerint változott:
| Lakosok száma | 2003 | 2311 | 2487 | 2545 | 2616 | 2617 | 2610 | 2650 | 2783 | 2810 |
|               | 2001 | 2004 | 2007 | 2009 | 2012 | 2014 | 2017 | 2019 | 2022 | 2024 |